# Ариста (морфология)

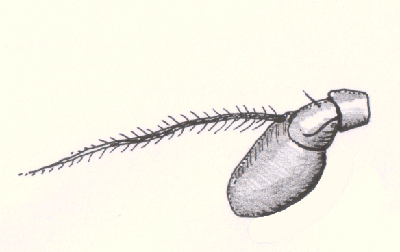
Антенна короткоусых двукрылых (Brachycera, Diptera)a

Ариста (англ. Arista) — верхушечная или субапикальная щетинка, отходящая от третьего членика усика, характерная для мух. Это эволюционные остатки сегментов антенн, которые иногда могут демонстрировать признаки сегментации. Эти сегменты называются аристамерами. Ариста может быть простая или видоизмененная, голая и тонкая, иногда представляющей собой не более чем простую щетинку, опушённой — покрытой короткими волосками или перистой — покрытой длинными волосками.
Наличие аристы является признаком подотряда короткоусых двукрылых (Brachycera, Diptera) и может быть особенно хорошо развита у некоторых видов. Известно, что у двукрылых имеются термо- и гигрорецепторы, которые помогают мухам обнаруживать изменения температуры и влажности.
Ариста может состоять из 3 члеников (у круглошовных мух, Cyclorrhapha) или из 2 сегментов (у Syrphoidea и некоторых Empidoidea). Она может быть утолщённая и уплощённая (у некоторых злаковых мух), или полностью редуцирована (Scenopinidae, Cryptochetidae и некоторые Phoridae).